# ارديان موريسد
ارديان موريسد (بالبولندية: Adrian Mrowiec)‏ (1 ديسمبر 1983 بواوب جيخ في بولندا - ) هو لاعب كرة قدم بولندي في مركز الوسط. لعب مع آر بي لايبزيغ وأركا غدينيا ورتش شوروزو وفيسوا كراكوف وكيمنتزر ونادي كاوناس وهارت أوف ميدلوثيان وSzczakowianka Jaworzno ‏ ونادي فيلنيوس وميدز ليجنيكا.

## وصلات خارجية
- ارديان موريسد على موقع قاعدة بيانات كرة القدم.إي يو (الإنجليزية)
- ارديان موريسد على موقع Soccerbase.com (لاعب) (الإنجليزية)
- ارديان موريسد على موقع عالم كرة القدم.نت (الإنجليزية)